# Synodontis eupterus
Espèce
Statut de conservation UICN

 LC  : Préoccupation mineure
Synodontis eupterus est un poisson siluriforme de fond de la famille des mochokidés possédant plusieurs paires de barbillons. Espèce présente en Afrique dans les fleuves Nil et Niger, il est aussi élevé comme poisson d'aquarium. Il peut vivre plus de 15 ans.
Les Synodontis nagent souvent à l'envers, ventre collé aux éléments du décor.

## Maintenance en captivité
| Origine         | Afrique tropicale | Eau           | eau douce  |
| Dureté de l'eau | °GH               | pH            |            |
| Température     | 22 à 26 °C        | Volume mini.  | 100 l      |
| Alimentation    | Omnivore          | Taille adulte | env. 18 cm |
| Reproduction    | difficile         | Zone occupée  | Bas        |
| Sociabilité     | Territorial       | Difficulté    | Facile     |

Poisson plein de caractère, assez curieux mais aussi peureux au début de son existence. Il prendra de l'assurance en grandissant et deviendra agressif avec ses congénères mâles s'il ne dispose pas d'assez d'espace et de cachettes, y compris avec d'autres Synodontis.